# Chipre en los Juegos Europeos de Minsk 2019
Chipre participó en los Juegos Europeos de Minsk 2019. Responsable del equipo nacional fue el Comité Olímpico Chipriota.
El portador de la bandera en la ceremonia de apertura fue el tirador Andreas Makris.

## Medallistas
El equipo de Chipre obtuvo las siguientes medallas:
| Nombre         | Deporte            | Competición |
| -------------- | ------------------ | ----------- |
| Oro            |                    |             |
| —              |                    |             |
| Plata          |                    |             |
| Marios Yeoryíu | Gimnasia artística | Paralelas M |
| Bronce         |                    |             |
| —              |                    |             |